# Ficus oreodryadum
Ficus oreodryadum là một loài thực vật có hoa trong họ Moraceae. Loài này được Mildbr. mô tả khoa học đầu tiên năm 1911.